# Gmina Laxå
Gmina Laxå (szw. Laxå kommun) – gmina w Szwecji, w regionie Örebro, z siedzibą w Laxå.
Pod względem zaludnienia Laxå jest 264. gminą w Szwecji. Zamieszkuje ją 6267 osób, z czego 48,94% to kobiety (3067) i 51,06% to mężczyźni (3200). W gminie zameldowanych jest 317 cudzoziemców. Na każdy kilometr kwadratowy przypada 10,36 mieszkańca. Pod względem wielkości gmina zajmuje 156. miejsce.